# Генерал Лопес (департамент)
Генерал Лопес е департамент в Аржентина, разположен в провинция Санта Фе с обща площ 3964 км2 и население 190 143 души (2007). Главен град е Милинкуе.

## Административно деление
Департамента е съставен от 31 общини.